# Jürgen Becker (écrivain)
Pour les articles homonymes, voir Becker.
Jürgen Becker, né le 18 juillet 1932 à Cologne (province de Rhénanie, État libre de Prusse) et mort le 7 novembre 2024 dans la même ville (Cologne, en Allemagne), est un écrivain allemand.

## Biographie
Poète, Jürgen Becker devient membre du Groupe 47.
Il est membre de l'Académie allemande pour la langue et la littérature, de l'Académie des sciences et des lettres de Mayence, de l'Académie des arts de Berlin, de l'Académie des sciences et des arts de Rhénanie du Nord-Westphalie et du PEN club allemand.

## Prix et récompenses
Jürgen Becker a obtenu plusieurs prix :
- 1995 : prix Heinrich Böll ;
- 1998 : prix littéraire Rheinische Siegburg ;
- 2013 : prix Günter Eich ;
- 2014 : prix Georg Büchner[3].

## Œuvres traduites en français
- Avec Wolf Vostell : Phasen, Galerie Der Spiegel, Köln, 1960
- Avec K. P. Brehmer: Ideale Landschaft. Text und Bilderfolge. Edition Galerie René Block, Berlin 1968
- Champs [« Felder »], trad. de François-René Daillie, Paris, Éditions Denoël, coll. « Lettres nouvelles », 1971, 187 p. (BNF 35233234)
- Fin de la peinture de paysage [« Das Ende der Landschaftsmalerei »], trad. De François-René Daillie, Mussidan, France, Éditions Fédérop, 1976 (BNF 34929138)
- Ne me parle pas de la guerre [« Erzähl mir nichts vom Krieg »], trad. de François-René Daillie, Arles, France, Actes Sud, 1987, 99 p.  (ISBN 2-86869-152-8)
- Une porte sur la mer [« Die Türe zum Meer »], trad. de François-René Daillie, Église-Neuve-d'Issac, France, Éditions Solaire, coll. « Vérité intérieure », 1989, 147 p.  (ISBN 2-85792-063-6)